# Richard Swineshead

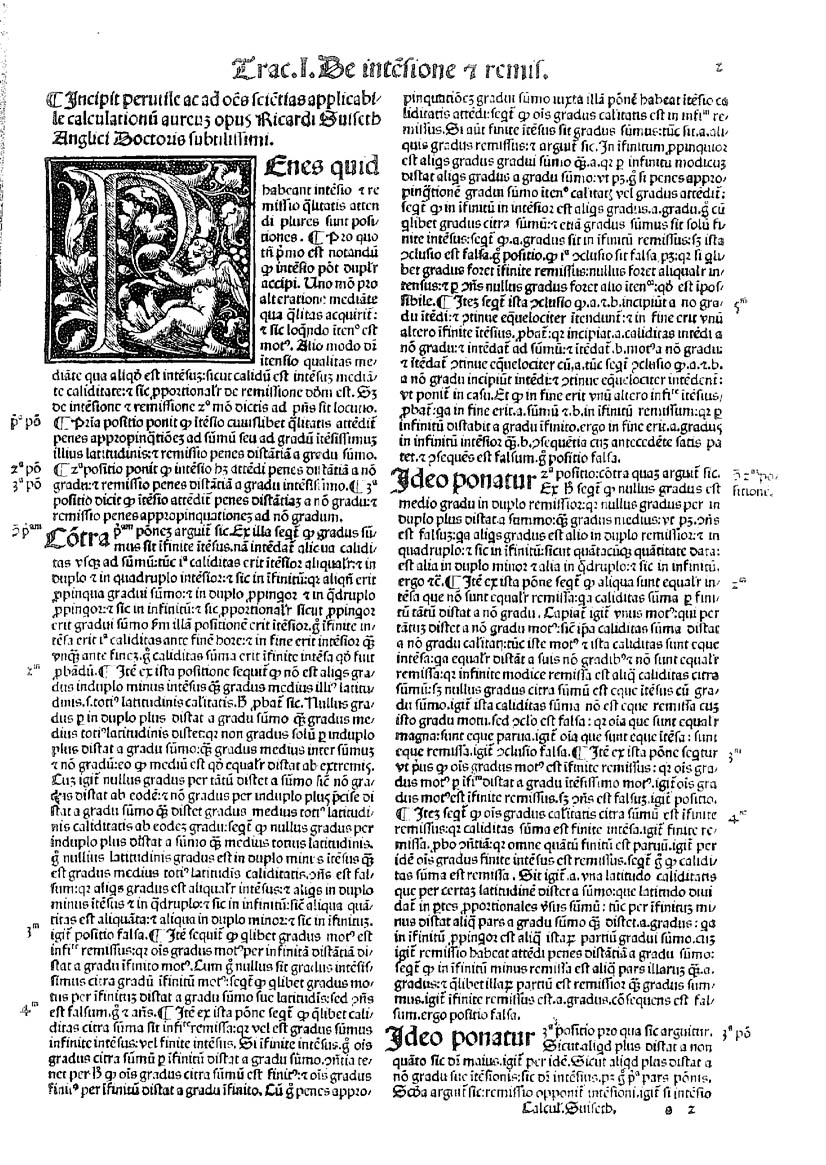
Calculator, 1520

Richard Swineshead (o Suisset, Suiseth, Suisse ecc.) (prima del 1340 – 1354) è stato un matematico, logico e filosofo naturale inglese.

## Dettagli
Fu probabilmente il più importante fra i calcolatori di Oxford del Merton College, di cui diventò fellow entro il 1344 e forse già nel 1340. La sua opera maggiore fu una serie di trattati noti come Liber calculationum ("Libro dei calcoli"), 1350 circa, che gli guadagnarono il soprannome de "Il calcolatore" ("Calculator").
Robert Burton (d. 1640) scrisse in The Anatomy of Melancholy che «Scaliger e Cardano ammiravano Swineshead, qui pene modum excessit humani ingenii [i cui talenti erano quasi sovrumani]".
Gottfried Leibniz scrisse in una lettera del 1714: 
()
Leibniz aveva una copia dei suoi trattati, prodotta da una copia della Bibliothèque du Roi di Parigi.
Girolamo Cardano l'incluse nella sua famosa lista delle 12 massime menti.

## Opere
- (LA) Richard Swineshead, Calculator, Ottaviano Scoto, 1520.